# Tour Appiani (Marciana Marina)
La Tour Appiani (en italien : Torre degli Appiani), est une ancienne tour côtière située à proximité du port de plaisance de la commune de Marciana Marina, sur l'île d'Elbe, dans la province de Livourne en Toscane,.

## Historique
La Tour, déjà connue au XVIe siècle sous le nom de Torre della Novaglia (Novaglia étant le toponyme de la plaine côtière proche de l'édifice, qui dérive du latin novalia, signifiant champs en jachère), présente actuellement des formes attribuables, basées sur des typologies stylistiques et structurelles, à la seconde moitié du XVIe siècle. Un document du XVIe siècle des Archives historiques de Marciana (it) décrit la fiscalité portuaire concernant la tour : 

« Le point a été établi et ordonné par les fonctionnaires statutaires susmentionnés que, pour que la tour Novaglia puisse être entretenue équipée et approvisionnée en poudre et autres choses qui lui sont nécessaires, que les surintendants, qui seront élus et nommés pour le soin et gouvernement de ladite tour, peut et doit faire payer cette somme à toutes les personnes indiquées ci-dessous, c'est-à-dire les propriétaires de tout bateau ou liuto de Marciana, même si les bateaux appartiennent à des étrangers pour autant qu'ils soient guidés par ledit peuple de Marciana, ils sont tenus et obligés à chaque fois qu'ils seront revenus du voyage, avant de faire un compte à leurs marins, de prendre la totalité de la somme d'argent qu'ils auront gagné, deux deniers par lire et de la remettre auxdits fiduciaires et quoi qu'ils fassent en retour, il est passible d'une amende de sept lires, d'en appliquer trois quarts à ladite tour et un quart au commissaire qui la percevra, et néanmoins lesdits propriétaires sont tenus de donner la somme susvisée. »

— Archivio storico di Marciana.
Au fil des siècles, la structure architecturale a continué à remplir ses fonctions initiales d'observation et de défense le long de la côte nord de l'île.
Avec la chute politique définitive de la Principauté de Piombino en 1815, la structure défensive fut progressivement retirée des fonctions militaires et vendue à des particuliers, devenant plus tard également la résidence de l'écrivain Raffaele Brignetti. Aujourd'hui, la tour, après une longue lutte pour les revendications des citoyens de Marciana Marina, est revenue à la propriété de l'État.
Situé à l'extrémité ouest du port, à proximité du point de raccordement du quai extérieur au continent, il présente un plan circulaire reposant sur une base d'escarpement en forme de tronc de cône, séparé de la partie supérieure de la tour par un pli continu, qui est interrompu au point de connexion de l'escalier extérieur. Cette dernière mène à l'entresol, où se trouve la porte d'entrée de l'ouvrage défensif, protégée d'en haut par un mâchicoulis à trois ordres divisé par des arcs aveugles reposant sur des consoles saillantes, qui dépasse de la partie supérieure de la tour où se trouve une terrasse utilisée à l'origine pour des fonctions de belvédère. Dans certains points des structures murales, des fentes sont ouvertes, autrefois utilisées pour des fonctions de défense active.

## Galerie

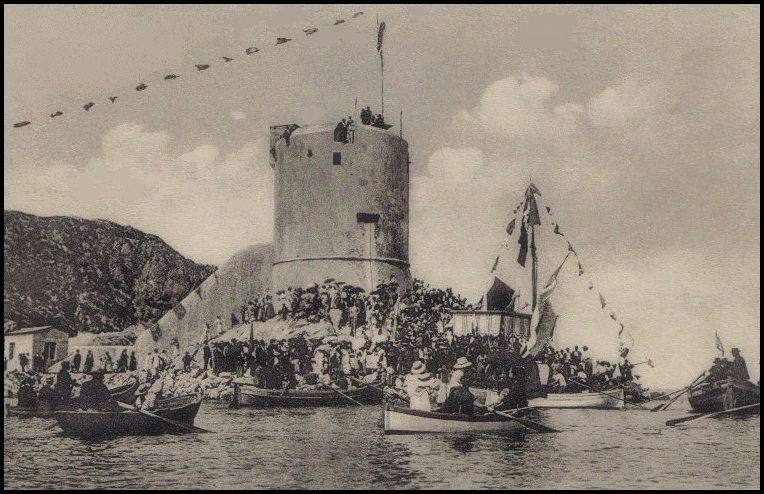
La tour en 1911.
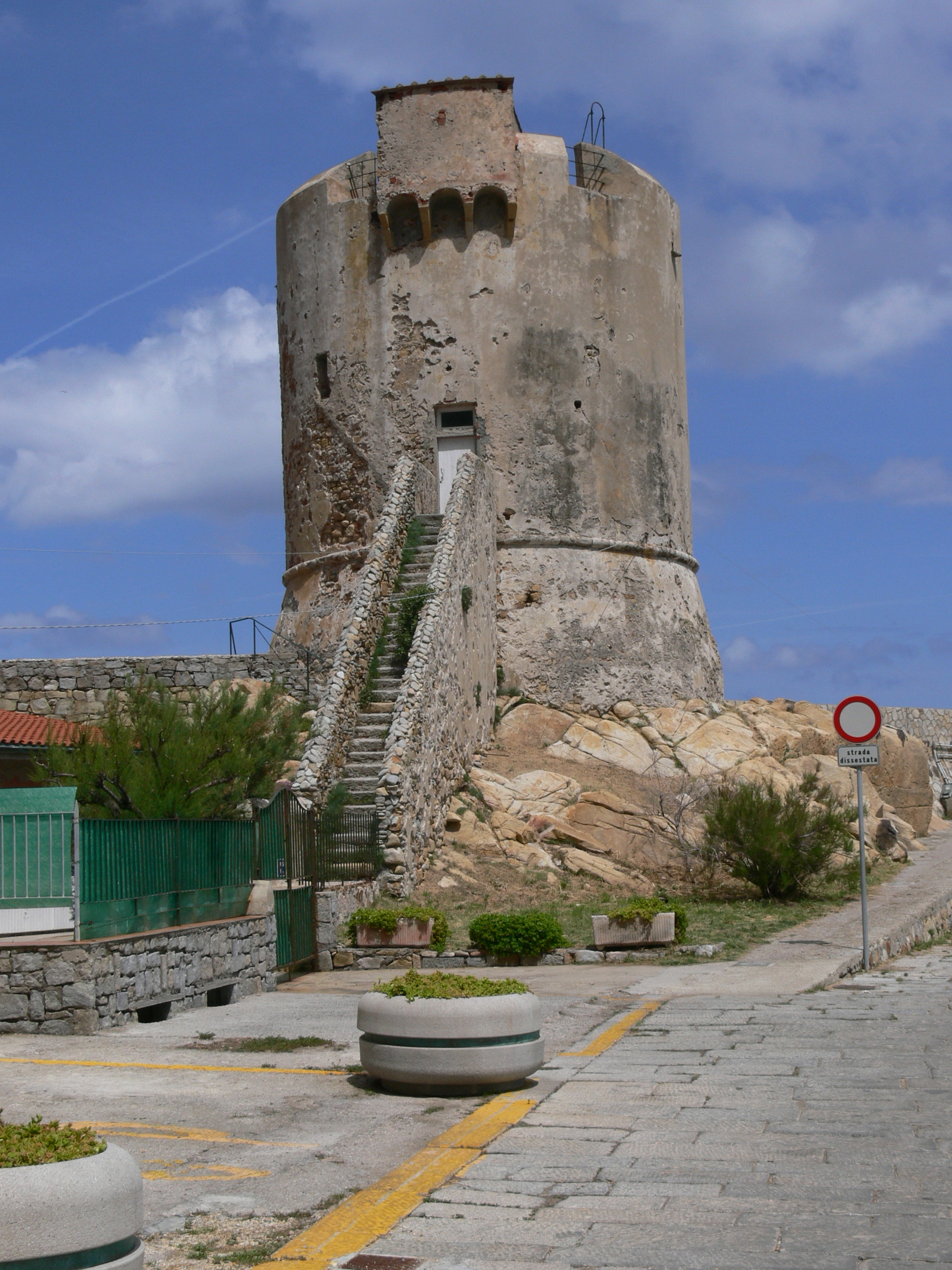